# Pograničnyj (Territorio del Litorale)
Pograničnyj (in russo Пограничный?) è un insediamento di tipo urbano dell'Estremo Oriente russo (Territorio del Litorale). È il centro amministrativo del distretto Pograničnyj.
L'insediamento si trova a 205 km da Vladivostok e a 15 km dal confine con la Cina.